# Bobby Parker (football)
Robert Norris "Bobby" Parker (né le 27 mars 1891 à Glasgow et mort en 1950 était un joueur et entraîneur de football écossais.

## Biographie
Natif de Glasgow, Taylor commence sa carrière dans le club de sa ville natale des Rangers FC avant de partir en Angleterre rejoindre Everton FC en 1913 pour la somme de 1 500 £. Il finit meilleur buteur du championnat d'Angleterre avec Everton lors de la saison 1914/15. Durant la Première Guerre mondiale, il reçoit une balle et ne retrouvera pas une place de titulaire à Everton à son retour en Angleterre à cause de cette blessure. Il est finalement vendu à Nottingham Forest.
Après sa retraite, il devient entraîneur du club irlandais des Bohemians FC avec qui il remporte la Clean Sweep en 1927/28, le championnat d'Irlande, la FAI Cup, la League of Ireland Shield et la Leinster Senior Cup.

## Palmarès
Rangers FC
- Champion du Championnat d'Écosse de football (3) :
  - 1911, 1912 & 1913.

Everton FC
- Champion du Championnat d'Angleterre de football (1) : 
  - 1915.
- Meilleur buteur du Championnat d'Angleterre de football (1) :
  - 1915: 35 buts.